# 元颜子
元颜子（？—？），河南郡洛阳县（今河南省洛阳市东）人，追尊魏昭成帝拓跋什翼犍后裔，常山康王拓跋素玄孙，北魏宗室、官员。

## 生平
元颜子随魏孝武帝元修西入关中，官至尚书令，封西安郡王。北周建立后，元颜子官至侍中、骠骑大将军、开府仪同三司、中书监、洵州刺史，封宜都郡公。

## 家庭

### 曾祖
- 拓跋贷敦，北魏内三郎

### 儿子
- 元德整，一名雅，隋朝金紫光禄大夫、魏郡太守、浮阳郡开国公[2]